# Saint-Vaast-sur-Seulles
Saint-Vaast-sur-Seulles és un municipi francès situat al departament de Calvados i a la regió de Normandia. L'any 2007 tenia 138 habitants.

## Demografia

### Població
El 2007 la població de fet de Saint-Vaast-sur-Seulles era de 138 persones. Hi havia 58 famílies de les quals 16 eren unipersonals (4 homes vivint sols i 12 dones vivint soles), 21 parelles sense fills i 21 parelles amb fills.
La població ha evolucionat segons el següent gràfic:
Habitants censats

### Habitatges
El 2007 hi havia 63 habitatges, 55 eren l'habitatge principal de la família, 4 eren segones residències i 4 estaven desocupats. Tots els 63 habitatges eren cases. Dels 55 habitatges principals, 43 estaven ocupats pels seus propietaris, 9 estaven llogats i ocupats pels llogaters i 2 estaven cedits a títol gratuït; 4 tenien dues cambres, 6 en tenien tres, 14 en tenien quatre i 30 en tenien cinc o més. 47 habitatges disposaven pel capbaix d'una plaça de pàrquing. A 22 habitatges hi havia un automòbil i a 29 n'hi havia dos o més.

### Piràmide de població
La piràmide de població per edats i sexe el 2009 era:
| Homes | Edats   | Dones |
| ----- | ------- | ----- |
| 0     | 95 o +  | 0     |
| 0     | 90 a 94 | 0     |
| 0     | 85 a 89 | 0     |
| 4     | 80 a 84 | 0     |
| 0     | 75 a 79 | 0     |
| 0     | 70 a 74 | 8     |
| 4     | 65 a 69 | 8     |
| 0     | 60 a 64 | 0     |
| 0     | 55 a 59 | 4     |
| 0     | 50 a 54 | 0     |
| 12    | 45 a 49 | 0     |
| 0     | 40 a 44 | 4     |
| 8     | 35 a 39 | 4     |
| 4     | 30 a 34 | 12    |
| 0     | 25 a 29 | 4     |
| 12    | 20 a 24 | 4     |
| 12    | 15 a 19 | 4     |
| 8     | 10 a 14 | 0     |
| 12    | 5 a 9   | 0     |
| 8     | 0 a 4   | 0     |

## Economia
El 2007 la població en edat de treballar era de 89 persones, 70 eren actives i 19 eren inactives. De les 70 persones actives 62 estaven ocupades (32 homes i 30 dones) i 8 estaven aturades (6 homes i 2 dones). De les 19 persones inactives 9 estaven jubilades, 8 estaven estudiant i 2 estaven classificades com a «altres inactius».

### Ingressos
El 2009 a Saint-Vaast-sur-Seulles hi havia 52 unitats fiscals que integraven 122 persones, la mediana anual d'ingressos fiscals per persona era de 18.690 €.

### Activitats econòmiques
Dels 3 establiments que hi havia el 2007, 1 era d'una empresa de construcció i 2 d'empreses de transport.
L'únic servei als particulars que hi havia el 2009 era un paleta.
L'any 2000 a Saint-Vaast-sur-Seulles hi havia 5 explotacions agrícoles.

## Poblacions més properes
El següent diagrama mostra les poblacions més properes.